# Сурагаммар
Сурагаммар (швед. Surahammar) — містечко (tätort, міське поселення) у центральній Швеції в лені Вестманланд. Адміністративний центр комуни Сурагаммар.

## Географія
Містечко знаходиться у центральній частині лена Вестманланд за 131 км на захід від Стокгольма.

## Історія
Під час правління Густава Вази в Сурагаммарі була кузня. Однак невідомо, коли почалася операція.
У 1866 році тут стали виготовлятися залізничні колеса і осі.

## Герб міста
Герб було розроблено 1951 року для ландскомуни Сура. Перейшов до ландскомуни Сурагаммар і отримав королівське затвердження 1963 року.
Сюжет герба: щит перетятий лускоподібно, у верхньому золотому полі виходять два червоні руків’я з чорними сокирами, розвернуті лезами в протилежні боки.
Символ походить ще з печатки герада (територіальної сотні) Сневрінге з 1571 року, на якій зображено сокиру. Чорний колір уособлює давні укріплення.
Після адміністративно-територіальної реформи, проведеної в Швеції на початку 1970-х років, муніципальні герби стали використовуватися лишень комунами. Цей герб був 1971 року перебраний для нової комуни Сурагаммар.

## Населення
Населення становить 6 394 мешканців (2018).

## Спорт
У поселенні базується футбольний клуб Сурагаммар ФК та інші спортивні організації.

## Галерея

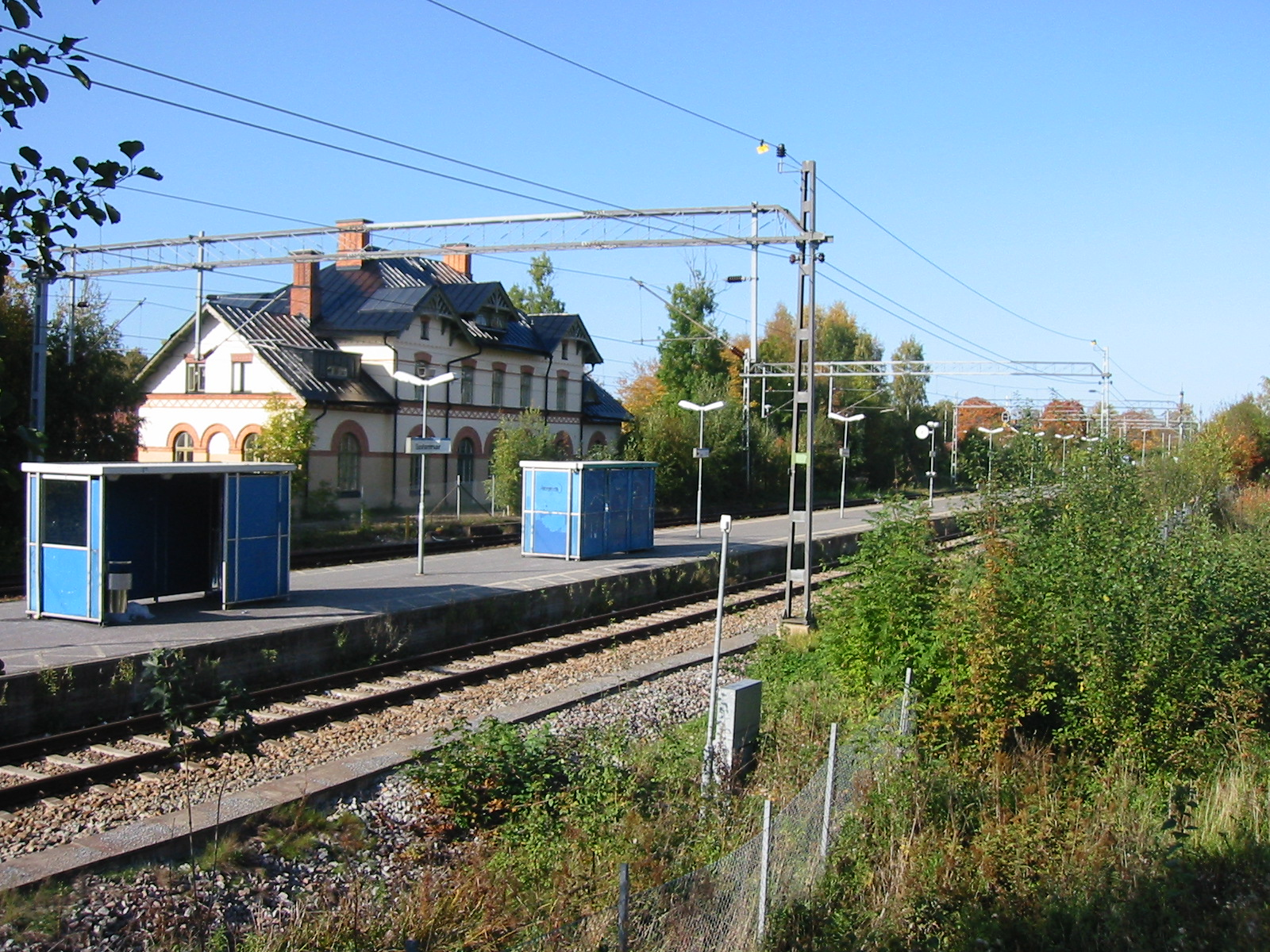
Залізнична станція
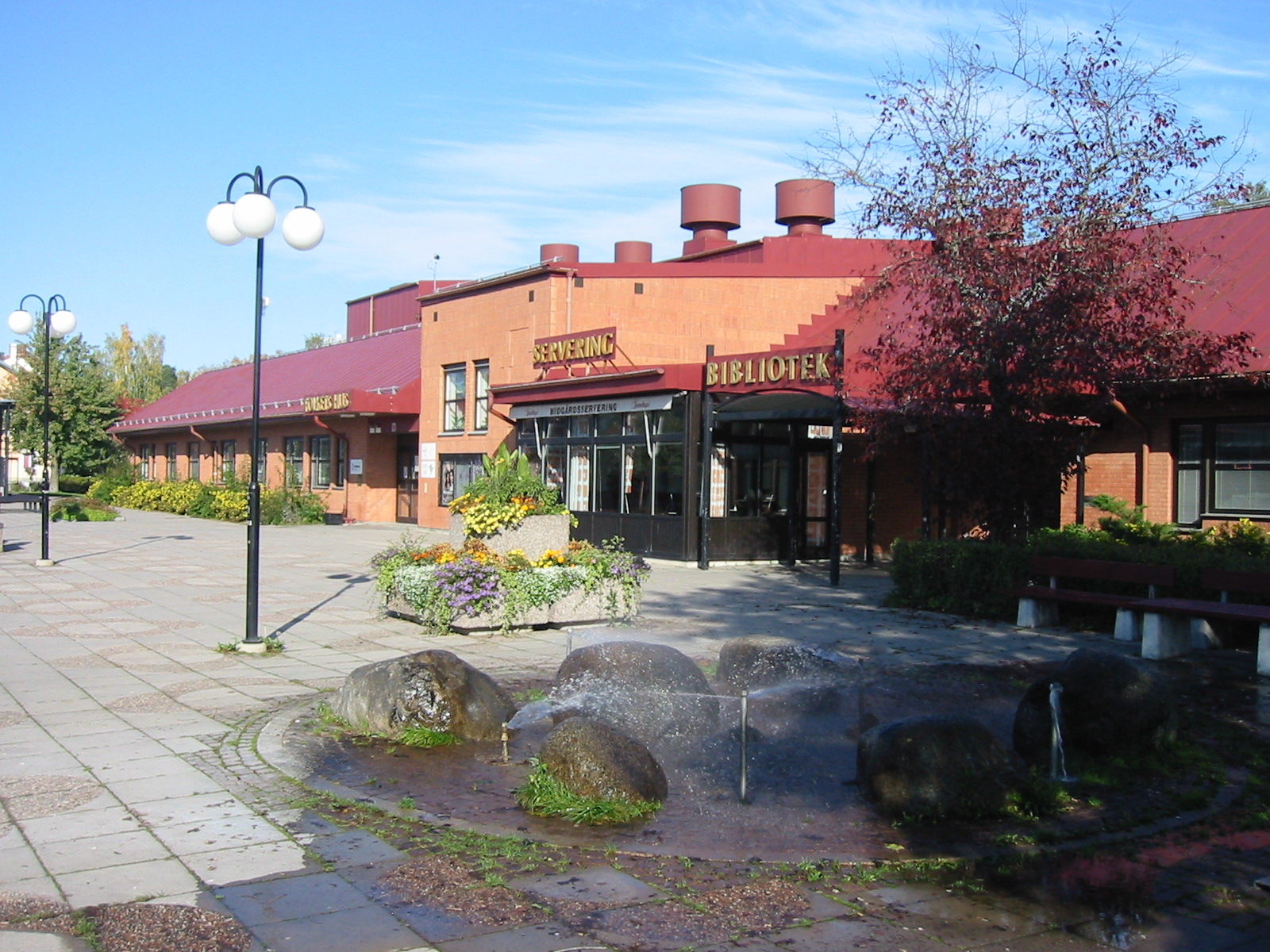
Бібліотека
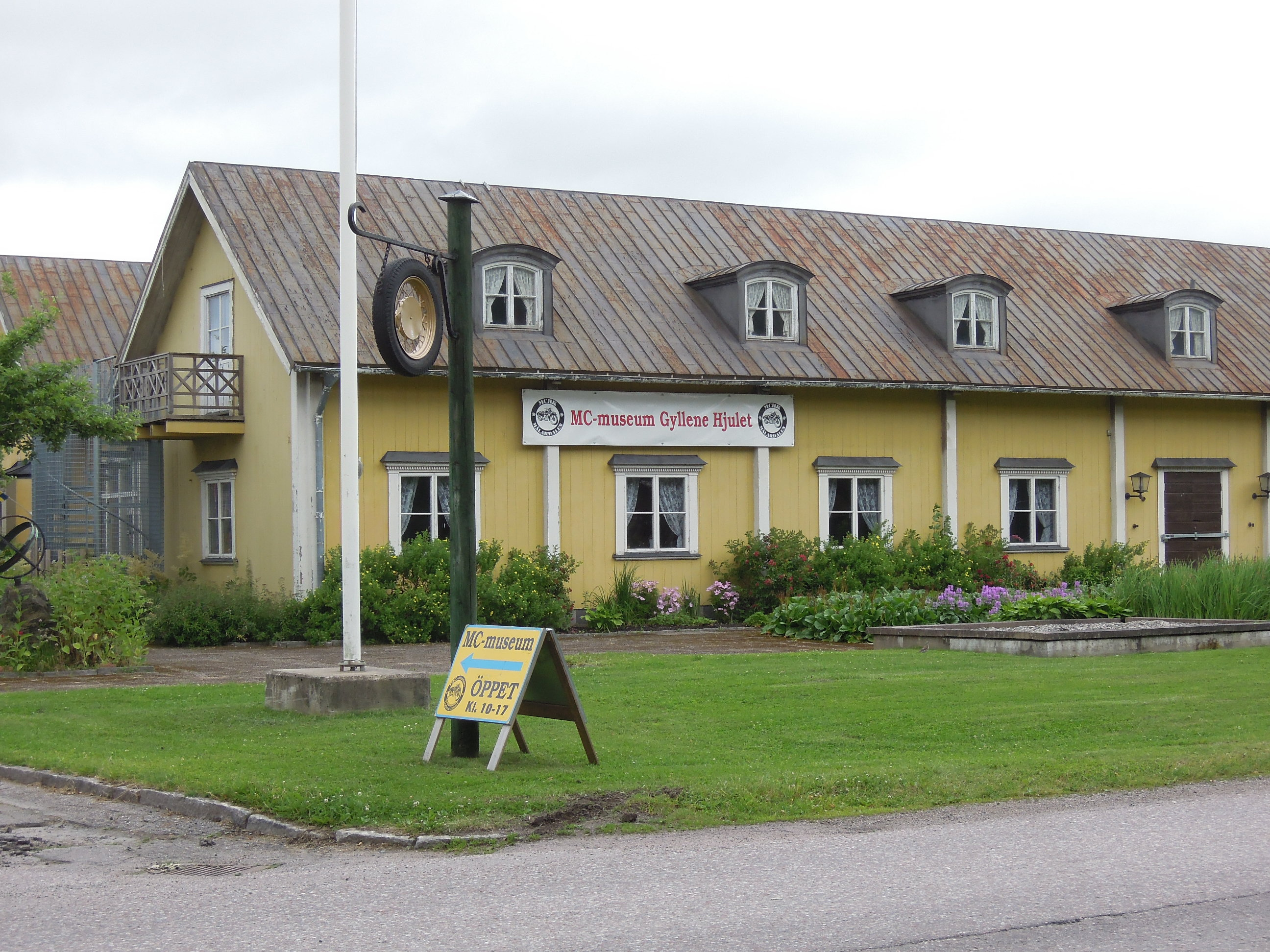
Музей мотоциклів

## Покликання
- Сайт комуни Сурагаммар